# Wasserbau
Als Wasserbau werden Maßnahmen, technische Eingriffe und Bauten im Bereich des Grundwassers, der Oberflächengewässer und der Meeresküsten bezeichnet. Heute weniger gebräuchlich ist die Bezeichnung Hydrotechnik für dieses Fachgebiet.
Der Wasserbau nimmt ober- und unterirdische Eingriffe am Gelände sowie an Gewässern vor und schafft Wasserbauwerke in Form von technischen, wasserwirtschaftlichen Anlagen.

## Übersicht
Ein Kerngebiet des Wasserbaus ist die Wasser- und Siedlungswasserwirtschaft. Als Teil der Versorgungstechnik bewirtschaftet sie Trink- und Brauchwasser und stellt Abwasserableitung und -reinigung sicher. Gewässerausbau und Flussbau als weitere Kerngebiete befassen sich mit der Gewässerunterhaltung, mit der Gewässerqualität und dem Hochwasserschutz.
Der landwirtschaftliche Wasserbau unterstützt die landwirtschaftliche Produktion durch Einrichtungen und Maßnahmen zur Verbesserung der Bodenbewirtschaftung durch Entwässerung und Bewässerung.
Der Verkehrswasserbau nutzt die Binnen- und Küstengewässer für den Schiffstransport durch Hafen-, Kanal- und Küstenschutzbauwerke. Die Energie des Wassers wird im Energiewasserbau erschlossen durch Stauanlagen, Wasserkraftanlagen und Speicherbecken.
Die vielfältigen Arbeitsfelder des Wasserbaus lassen sich anhand der Aufgaben und Zielsetzungen untergliedern:
- beobachtende und analysierende Fachbereiche: Hydrologie, Wassermengenwirtschaft (dabei besonders Grundwasser), (in fachlicher Verbindung zur Meteorologie, Geologie und Geographie),
- schützende und erhaltende  Fachbereiche: Trinkwasser- und Grundwasserschutz, Hochwasser- und Küstenschutz, Gewässerunterhaltung und -ausbau (in fachlicher Verbindung zur Ökologie[2]),
- wasserversorgende Fachbereiche:   Wasserversorgung mit Trinkwassergewinnung und -aufbereitung, Siedlungswasserbau mit Trinkwasserversorgung und Abwasserreinigung (in fachlicher Verbindung zur Mikrobiologie, Biochemie, Umwelt- und Verfahrenstechnik),
- infrastrukturbildende Fachbereiche: Verkehrswasserbau mit Kanal-, Schleusen- und Hafenbau und den zugehörigen Küstenschutzmaßnahmen (in enger Verbindung zum Erd- und Grundbau).

Die Fachrichtungen des Wasserbaus greifen als Teil des Bauingenieurwesens auf die grundlegenden ingenieurtechnischen Berechnungs- und Planungsmethoden zurück. Die Grundlagen für die Beurteilung der ober- und unterirdischen Wassermengen werden mit Methoden der Hydrologie erfasst, zu denen die Hydrometrie und die Gewässerkunde gehören. Dieses Fachgebiet ist eng mit der Meteorologie, Geologie und Geographie verbunden.
Besondere Bedeutung für den Wasserbau haben die hydraulischen Berechnungsverfahren für Wasser in Ruhe (Fluidstatik) und in Bewegung (Fluiddynamik). Diese rechnerischen Methoden werden ergänzt durch ein ausgeprägtes wasserbauliches Versuchswesen, insbesondere zur Erkundung grundlegender hydraulischer Vorgänge, zur Erkundung von Abflussverhältnissen in vielgliedrigen Flusssystemen und an Hafenanlagen sowie zur Erkundung der Dynamik von Meereswellen, da sich diese Vorgänge der rein mathematisch-analytischen Beurteilung verschließen. Diese physischen Modellierungen werden ergänzt bzw. mittlerweile ersetzt durch computergestützte Modellierungen, die in den letzten Jahren mit fortschreitender Leistungsfähigkeit von Großrechneranlagen möglich wurden.

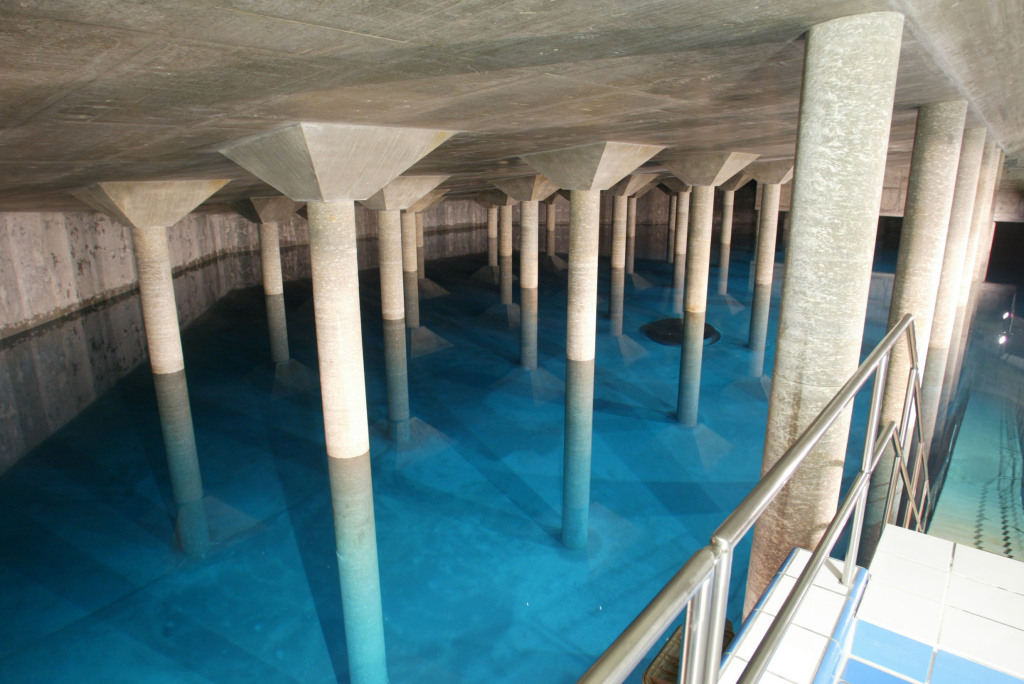
Wasserhochbehälter (innen) zur Trinkwasserversorgung
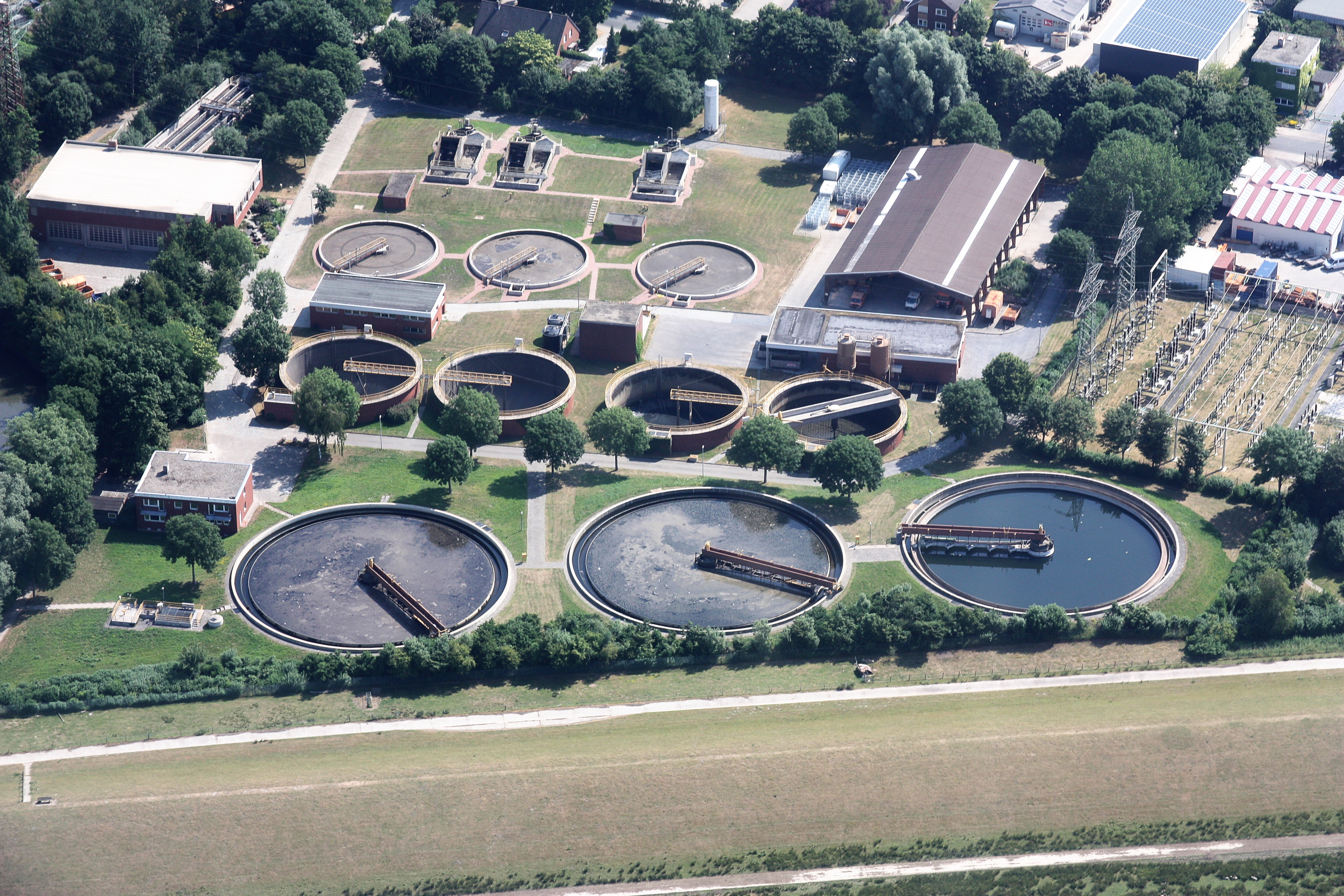
Kläranlage zur Abwasserreinigung
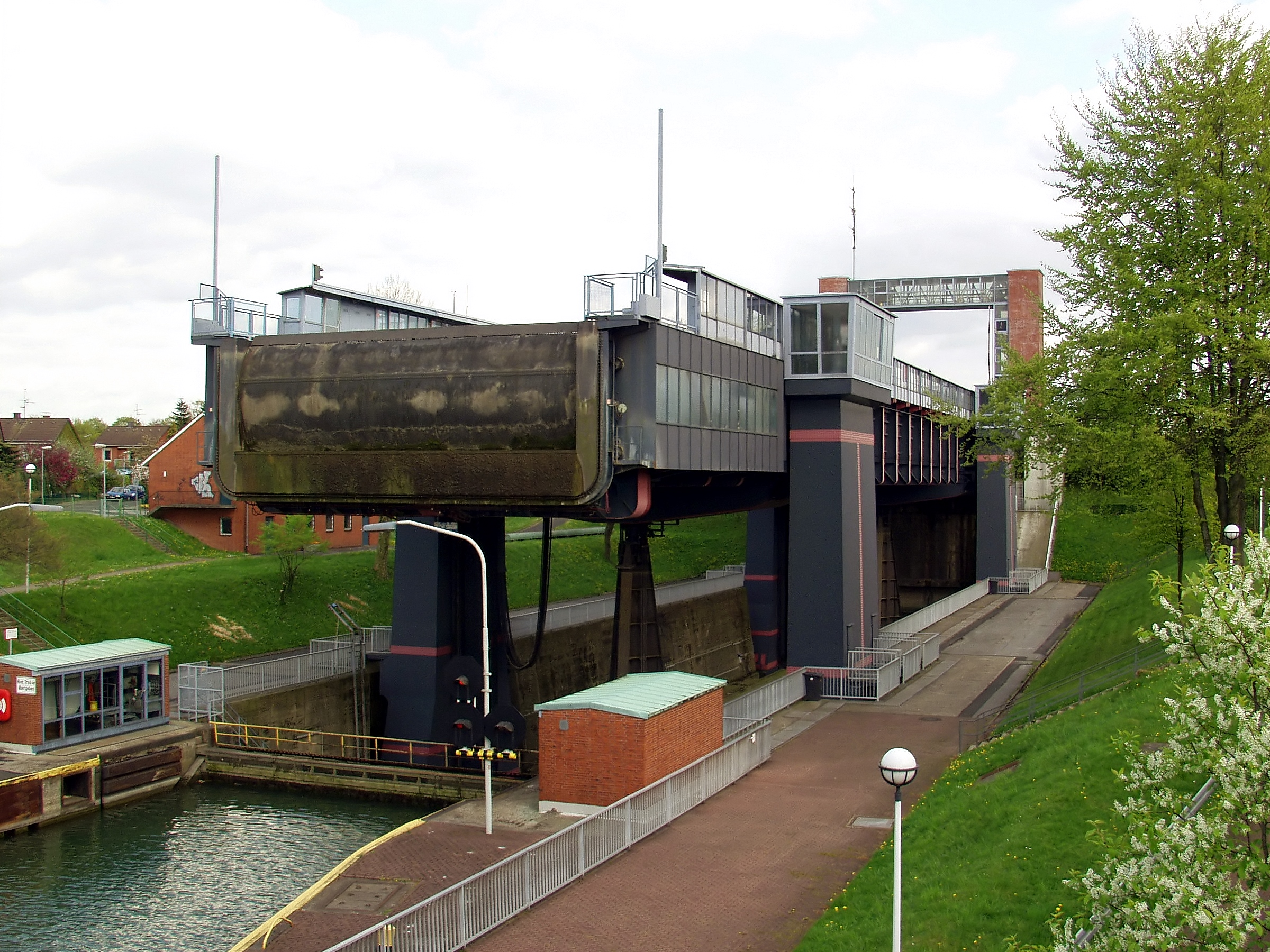
Schiffshebewerk
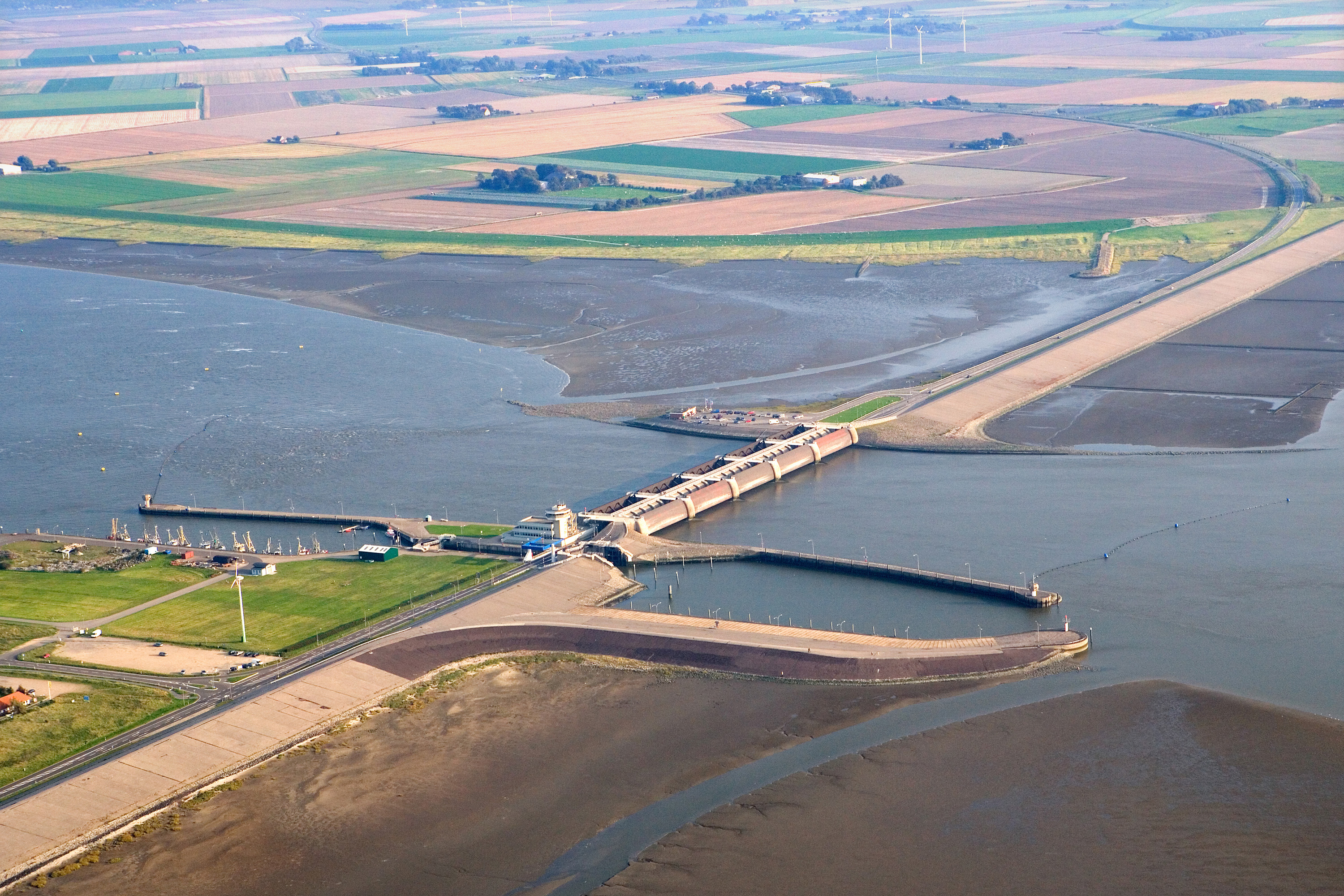
Küstenschutz – Eidersperrwerk
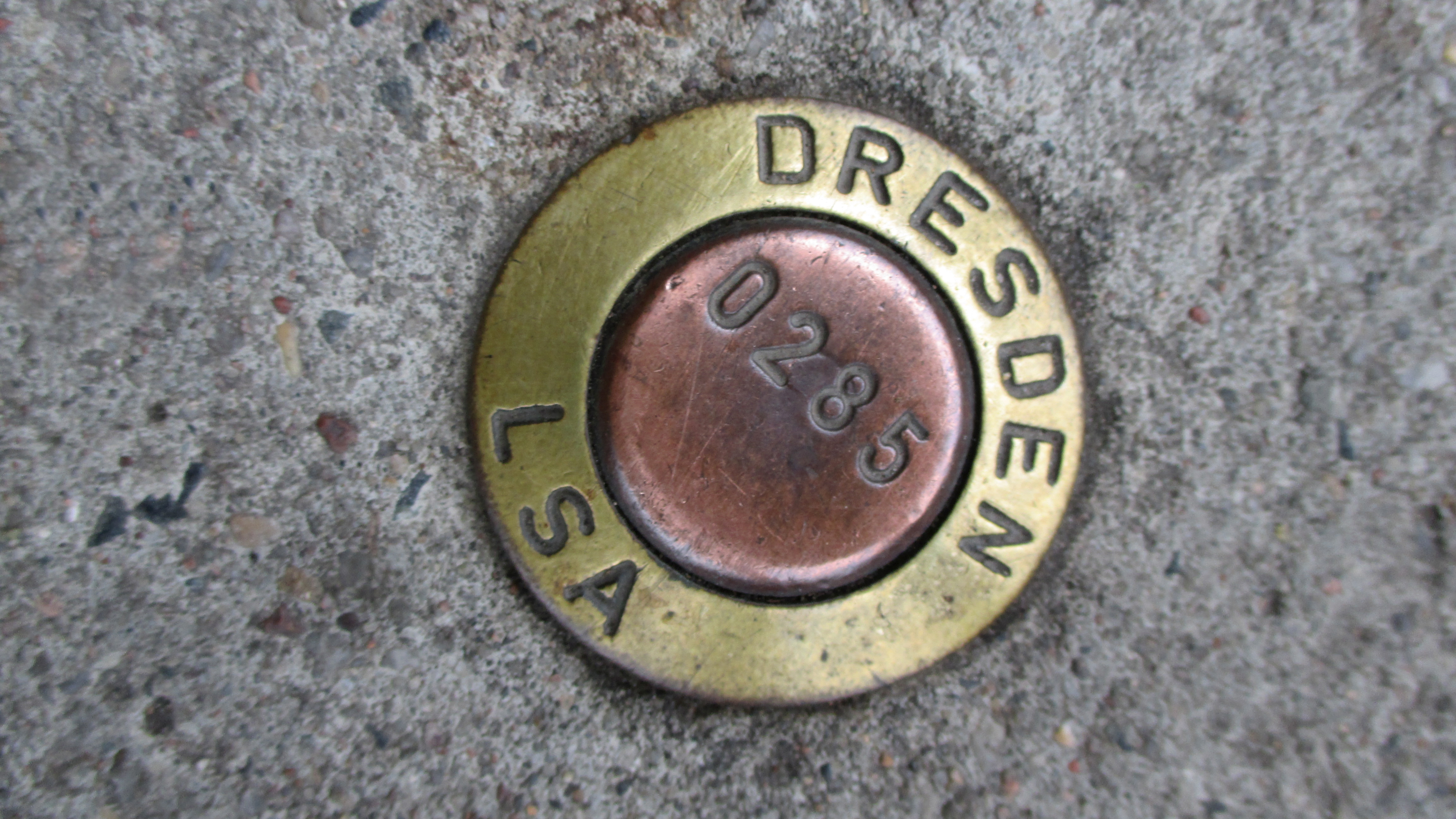
Mess-Kontrollpunkt – Dresden – 0285

Wortkombinationen mit dem Bestandteil Hydro- kennzeichnen den Zusammenhang mit Wasser (vom altgriechischen Wort ὕδωρ (hydōr) für Wasser). In der fachtechnischen Anwendung sind Kombinationen beispielsweise als Hydrologie oder Hydraulik gebräuchlich. Mit Hydrotechnik wird auch der Wasserbau gekennzeichnet, allerdings ist die fachtechnische Verwendung wenig gebräuchlich geworden.
Weitere Wortkombinationen mit Hydro sind von Firmen zur Namensgebung genutzt worden, um eigene Tätigkeitsschwerpunkte in der Wasserwirtschaft zu kennzeichnen (Hydrotech, Hydrotechnik). Im englischsprachigen Raum sind Wortkombinationen mit Hydro fachtechnisch weiter verbreitet und vor allem im Bereich der Energieerzeugung geläufig.

## Geschichtliche Entwicklung
Die heutigen Hauptrichtungen des Wasserbaus haben sich mit der Siedlungsgeschichte des Menschen entwickelt: Zeugnisse für wasserbauliche Maßnahmen sind daher in allen Kulturkreisen der Erde zu finden. Die ersten größeren menschlichen Ansiedlungen und Städte in Europa um 3000 v. Chr. führten zu einem Wasserbedarf, der nur durch künstliche Eingriffe in den natürlichen Wasserkreislauf gedeckt werden konnte. Dazu wurden die ersten Talsperren als Speicher in Mulden und Tälern aus Erddämmen angelegt, die der Wasserversorgung der Siedlungen und der Bewässerung dienten. Zur Bewässerung sollen schon 600 v. Chr. technische Systeme in den hängenden Gärten von Babylon eingesetzt worden sein.
Die Bewässerungslandwirtschaft hat ebenfalls frühe Zeugnisse von wasserbaulichen Tätigkeiten mit Speichern, Zuleitungskanälen und Regelungsbauten hinterlassen. Die Siedlungen waren außerdem – besonders in Flussnähe – vor Hochwasser zu schützen. Ein frühes Beispiel ist der Hochwasserschutz an der Stadt Tiryns auf dem Peloponnes um ca. 2000 v. Chr.
Mit zunehmendem Handel und Fischfang waren Aufgaben des Hafenbaus und des Küstenschutzes zu lösen. Frühzeitig wurde auch die Nutzung des Wassers als Energieträger durch den Bau von Mühlen erschlossen. Eine besondere Bedeutung kam wasserbaulichen Maßnahmen im Bergbau zu – sowohl bei der Entwässerung der Gruben als auch bei der Energieversorgung zu.
| Wasserbauliche Bauwerke | Wasserbauliche Bauwerke |           | Wasserbauliche Grundlagen                                                          | Wasserbauliche Grundlagen |
| ----------------------- | --- | --------- | ---------------------------------------------------------------------------------- | ------------------------- |
| v. Chr.                 | |           | v. Chr.                                                                            |                           |
| ab ca. 5000             | Haus- und Brauchwasserversorgung (Fischerei, Transport, Erholung)                                                                             |           |                                                                                    |                           |
| ca. 3200                | Talsperre Jawa (Jordanien) zur Trinkwasserspeicherung                                                                                         |           |                                                                                    |                           |
| ca. 3100                | System von Dämmen, Kanälen und Wasserreservoirs im Jangtse-Delta als Hochwasserschutz und zur Bewässerung in der chinesischen Liangzhu-Kultur |           |                                                                                    |                           |
| ca. 2600                | Bau der Talsperre Sadd-el-Kafara in Ägypten für den Hochwasserschutz                                                                          |           |                                                                                    |                           |
| ca. 1600                | Schifffahrtskanal am 1. Nilkatarakt |           |                                                                                    |                           |
| 1055                    | Abwasserleitungen in Jerusalem |           |                                                                                    |                           |
| 5. Jh.                  | Han-Kanal, erste Teile des bis heute in Betrieb befindlichen Kaiserkanals, China                                                              |           |                                                                                    |                           |
|                         | | 427–347   | Platon: Wasserkreislauf, Erosion, Sedimentation                                    |                           |
| ca. 200                 | Trinkwassersystem mit Druckrohrleitungen in Pergamon                                                                                          | 287–212   | Archimedes: Grundlagen der Hydrostatik, Auftrieb und Stabilität von Schwimmkörpern |                           |
| 134                     | Aquädukt mit einer Druckleitung aus Bleirohren in Alatri, Italien                                                                             |           |                                                                                    |                           |
| 104–102                 | Rhone–Marseille-Kanal (Fossa Marina) |           |                                                                                    |                           |
| 100                     | nachgewiesene Wasserkraftnutzung zum Betrieb von Mühlen                                                                                       |           |                                                                                    |                           |
| 10                      | Kanäle und Deiche in Holland |           |                                                                                    |                           |
| n. Chr.                 | | n. Chr.   |                                                                                    |                           |
| 60                      | Versuch eines Durchstichs der Landenge von Korinth durch Kaiser Nero                                                                          |           |                                                                                    |                           |
| 783                     | Karl der Große versucht den Bau eines Kanals zwischen Rhein- und Donaugebiet (Fossa Carolina)                                                 |           |                                                                                    |                           |
| 1100–1200               | Bau von Deichen und Entwässerungsanlagen an Oder und Weichsel                                                                                 |           |                                                                                    |                           |
| 1325                    | Bau der ersten Kammerschleuse in Deutschland                                                                                                  |           |                                                                                    |                           |
| ca. 1450                | Einführung von Wasserrohren aus Gusseisen in Deutschland und England                                                                          |           |                                                                                    |                           |
|                         | | 1564–1642 | Galileo Galilei: Kraftwirkung in strömenden Flüssigkeiten                          |                           |
| 1650                    | Erste Wildbachverbauung in Tirol | 1577–1644 | Benedetto Castelli: Abflussbestimmung und Kontinuität                              |                           |
| 1660                    | Erste Wasserklosetts in Frankreich und England                                                                                                | 1642–1727 | Isaac Newton: Bewegungssätze                                                       |                           |
| 1784–1833               | Errichtung des Rhein-Rhône-Kanals | 1700–1782 | Daniel Bernoulli: Energieerhaltungssatz                                            |                           |
| 1836                    | Baubeginn für einen Kanal zwischen Main und Donau (Ludwig-Donau-Main-Kanal)                                                                   |           |                                                                                    |                           |
| 1830–1890               | Ausbau der Donau |           |                                                                                    |                           |
| 1859–1869               | Bau des Suez-Kanals |           |                                                                                    |                           |
| 1873                    | Nutzung von elektrischem Strom aus Wasserkraft (Beleuchtung Schloss Linderhof, Bayern)                                                        |           |                                                                                    |                           |
| 1891                    | Inbetriebnahme der ersten deutschen Trinkwassertalsperre bei Remscheid                                                                        |           |                                                                                    |                           |
| 1895                    | Erstes Klärbecken in Deutschland in Frankfurt am Main                                                                                         |           |                                                                                    |                           |
| 1904–1914               | Bau des Panamakanals |           |                                                                                    |                           |
| 1934                    | Schiffshebewerk Niederfinow dem Verkehr übergeben                                                                                             |           |                                                                                    |                           |
| 1924                    | Walchensee-Kraftwerk in Betrieb genommen |           |                                                                                    |                           |
| 1931–1936               | Bau des Hoover Dam am Colorado (Nevada/Arizona)                                                                                               |           |                                                                                    |                           |
| 1939                    | Bau des Großen Ferghanakanals zur Bewässerung des Ferghanatals (Usbekistan)                                                                   |           |                                                                                    |                           |
| 1960–1970               | Bau des Assuan-Hochdammes |           |                                                                                    |                           |
| 1960–1992               | Bau des Main-Donau-Kanals |           |                                                                                    |                           |
| 1962                    | Fertigstellung der Talsperre Grande Dixence, Schweiz (Höhe 285 m)                                                                             |           |                                                                                    |                           |
| 1993–2008               | Drei-Schluchten-Damm, China |           |                                                                                    |                           |

## Fachleute im Wasserbau
Die Aufgaben des Wasserbaus werden meist von Wasserbauingenieuren wahrgenommen, die sich im Rahmen des Bauingenieur- oder Umweltingenieurstudiums auf dieses Gebiet spezialisiert haben, und handwerklich oft von Wasserbauern ausgeführt.
Die vielfältigen Aufgabenstellungen werden meist in interdisziplinärer Zusammenarbeit mit anderen Fachbereichen und Fachleuten gelöst, wie Informatikern, Verfahrenstechnikern, Mikrobiologen, Biochemikern oder Erd- und Grundbauingenieuren, Landschaftsplanern, Geologen und Geographen.

## Sonstiges
Im Deutschen Bundestag hat sich Mitte 2007 eine Parlamentarische Gruppe „Frei fließende Flüsse“ gebildet. Ihr gemeinsames Ziel ist es, den Ausbau der Donau und anderer Flüsse zu verhindern. Sie hatte in der 17. Legislaturperiode (2009–2013) etwa 41 Bundestagsabgeordnete als Mitglieder.